# 薩旺尼 (喬治亞州)
薩旺尼（英語：Suwanee）是一個位於美國喬治亞州格威內特縣的城市。

## 地理
薩旺尼的座標為34°03′05″N 84°04′22″W / 34.05139°N 84.07278°W，而該地的平均海拔高度為305米（即1001英尺）。

## 人口
根據2010年美國人口普查的數據，薩旺尼的面積為28.40平方千米，當中陸地面積為28.20平方千米，而水域面積為0.20平方千米。當地共有人口15355人，而人口密度為每平方千米540.67人。